# 미국 수정 헌법 제19조
미국 수정 헌법 제19조(Nineteenth Amendment 또는 Amendment XIX)는 미국 시민이 성별에 따라 투표권을 보장받지 못한 것을 예방하기 위한 미국 수정 헌법이다. 1920년 8월 18일에 비준을 받았다. 1910년대까지 대부분의 주에서 여성에 대한 선거권을 인정하지 않았으며, 주에서 직접 투표 자격권자를 결정하도록 헌법이 허용하고 있었다. 이 헌법 개정은 미국 내에서 여성 운동의 최정점에 이른 결과물이었으며, 그들은 선거권을 획득하기 위해 주와 국가를 상대로 싸워왔다. 미국 연방 대법원이 미국 수정 헌법 제14조가 여성에게 투표권을 부여하지 않았다고 만장일치로 의결한 〈마이너 대 해퍼셋 사건〉(Minor v. Happersett)을 뒤집었다.
수전 B. 앤서니와 엘리자베스 케이디 스탠턴이 수정안을 기초했으며, 1878년에 초안을 내놓았지만, 의회가 주에 비준안을 위해 수정안을 제출한 것은 49년 뒤인 1919년이었다. 1년 뒤, 주의 필요한 정족수에 의해 비준을 받았으며, 테네시주의 비준으로 헌법 수정에 필요한 최종 투표가 완료되었다. 1922년 〈레서 대 가넷 사건〉(Leser v. Garnett)에서, 연방 대법원은 그 수정 헌법이 헌법에 일치하지 않는다는 주장을 기각했다.

## 전문
1. 미국 시민의 투표권은 성별을 이유로 , 미국 또는 어떤 주에 의해서도 부정되거나 제한되지 아니한다.
2. 의회는 적절한 입법을 통하여 본조를 강제할 권한을 가진다.

1. The right of citizens of the United States to vote shall not be denied or abridged by the United States or by any State on account of sex.
2. Congress shall have power to enforce this article by appropriate legislation.

## 배경
수정 제19조는 여성 참정권을 구체적으로 확장하기 위해 만들어졌다. 1919년 6월 4일에 제안되어 1920년 8월 18일에 비준되었다.
이 수정안은 여성 참정권에 찬성하는 많은 활동가들의 노력의 절정이었다. 그런 활동가 집단 중 하나인 사이런트 센티넬(침묵의 경계병)이 계몽을 위해 1917년부터 18개월 동안 백악관 앞에서 항의 시위를 벌였다.
1918년 1월 9일, 우드로 윌슨 대통령이 수정안에 대한 지지를 표명했다. 다음날, 미국 하원은 근소한 차이로 수정안을 통과시켰지만, 미국 상원은 10월까지 논의를 하는 것조차 거부했다. 10월 상원이 재의결을 했을 때도, 3표차로 부결되었다.
이에 반응한 전국여성당은 다음 해 1918년 가을 선거에서 여성 참정권에 반대한 상원 의원에게 투표하지 않도록 시민들에게 호소했다. 1918년 선거 후에 의회의 대다수 의원은 여성참정권 지지자가 되었다. 1919년 5월 21일, 하원은 수정안을 304 대 89로 통과시켰고, 2주 후 6월 4일 결국 상원도 동조하여 56 대 25로 통과시켰다.
수정 제19조는 1920년 8월 18일, 테네시가 36번째 비준을 마침으로써 국가가 비준 성립하게 되었다. 미국 국무부 장관 베인 브리지 코비가 1920년 8월 26일에 비준을 공표했다.
1922년 2월 27일 수정 제19조의 비준에 대한 이의 신청은 미국 연방 대법원의 〈레서 대 가넷 사건〉 판결에서 기각되었다.

## 같이 보기
- 1928년 선거법 개정